# Mauinukupuu
De mauinukupuu (Hemignathus affinis) is een zangvogel uit de familie van de vinkachtigen (Fringillidae). De vogel werd in 1893 door  Lionel Walter Rothschild geldig beschreven. Het is een ernstig bedreigde vogelsoort op Hawaï die sinds 1996 niet meer is waargenomen.

## Kenmerken
De vogel is 14 cm lang. De vogel is overwegend groenachtig geel met een opvallende lange, gebogen snavel, waarbij de bovensnavel twee keer zo lang is als de ondersnavel. De poten, snavel en de veren tussen snavelbasis en het oog zijn zwart.

## Verspreiding en leefgebied
Deze soort is endemisch op het Hawaiiaanse eiland Maui. Het leefgebied is vochtig, inheems bos dat alleen nog voorkomt op hoogten tussen 1450 en 2000 meter boven zeeniveau.

## Status
De mauinukupuu heeft een zeer beperkt verspreidingsgebied en daardoor is de kans op uitsterven groot. De grootte van de populatie werd in 2016 door BirdLife International geschat op minder dan 50 volwassen individuen. De laatste bevestigde waarnemingen dateren uit 1996. Het leefgebied wordt aangetast door ontbossing waarbij natuurlijk bos wordt omgezet in gebied voor agrarisch gebruik en menselijke bewoning en de overgebleven stukken worden bedreigd door de activiteiten van ingevoerde hoefdieren en de introductie van muggen die vogelziekten verspreiden. Om deze redenen staat deze soort als ernstig bedreigd op de Rode Lijst van de IUCN.